# Augenfleck-Prachtbarsch
Der Augenfleck-Prachtbarsch (Pelvicachromis subocellatus; lat. sub – unter, ocellus – Äuglein, Fleck), auch Rotvioletter Prachtbarsch, ist ein Buntbarsch aus Westafrika. Für aquaristische Zwecke wurde die Art erstmals 1907 nach Deutschland eingeführt.

## Vorkommen und Lebensraum
Der Augenfleck-Prachtbarsch kommt im Küstengebiet Westafrikas vor. Von Limbreville (Gabun) bis hin zur Kongomündung (Kongo) bewohnt er stehende und fließende Gewässer des Küstenstreifens und dringt auch ins Brackwasser vor. Die Wassertemperatur beträgt 24 bis 26 Grad Celsius, zudem ist das Wasser relativ weich (8 bis 12° dH) und mit einem pH-Wert von 6,5 schwach sauer.

## Merkmale
Wie es typisch ist für die Gattung Pelvicachromis, ist das Weibchen mit einer Gesamtlänge von maximal sechs Zentimeter etwas kleiner als das Männchen, das acht Zentimeter lang werden kann. Die Grundfarbe des, im Vergleich mit anderen Gattungsvertretern gedrungener wirkenden, Augenfleck-Prachtbarschs ist graugrün bis graubraun. Die Kiemendeckel und die Brust adulter männlicher Tiere sind goldfarben. Zwei dunkle Längslinien ziehen sich zeitweise über Rücken und Körpermitte. Gelegentlich finden sich auch einige große, dunkle Flecken auf dem Körper. Die Schuppen zeigen einen dunklen Saum. Die Rückenflosse des Männchens ist spitz zulaufend und etwas verlängert. Sie ist gelblich gefärbt und trägt einen roten Saum, im weichstrahligen Bereich befinden sich senkrechte Punktreihen von blauer und roter Farbe. Die Schwanzflosse hat eine gerundete Form und ist bronzefarben mit hellen Flecken in der oberen sowie senkrechten roten und blauen Punktreihen in der unteren Hälfte. Gelegentlich ist die obere Hälfte ausgezipfelt. Dunkelrot gefärbt ist die Afterflosse, die in ihrem weichstrahligen Teil ebenfalls senkrechte Punktreihen trägt. Die Bauchflossen sind dunkelrot und am Vorderrand dunkel gesäumt. Weibliche Tiere sind gattungstypisch fülliger und farbiger als ihre männlichen Artgenossen. Während der Laichzeit tragen sie ein dunkles Band von der Maulspalte bis zum hinteren Rand des Kiemendeckels, ansonsten ist der Kopf gelb gefärbt. Der vordere und hintere Teil des Körpers nimmt dann ein rußiges Schwarz an und auf dem Bauch zeigt sich ein großer kirschroter Fleck. Dieser Fleck ist häufig auch von silbern glänzenden Schuppen umgeben. Die abgerundete Rückenflosse glänzt zumeist golden und trägt Augenflecken oder eine schwarzgoldene Zeichnung. Die Afterflosse ist ebenfalls abgerundet. Die Bauchflossen sind sichelförmig, abgerundet und dunkelrot mit rußigen Überlagerungen. Der Augenfleck-Prachtbarsch trägt 25 bis 28 Schuppen in einer mittleren Längsreihe.
Flossenformel: Dorsale XIV-XVI

## Fortpflanzung
Das Fortpflanzungsverhalten des Augenfleck-Prachtbarschs ist gattungstypisch. Ein Gelege umfasst etwa 60 bis 200 Eier die an circa fünf Millimeter langen Fäden an der Decke der Bruthöhle hängen. Die geschlüpften Jungfische werden von den Eltern in zuvor ausgehobenen Gruben untergebracht.